# Nicht um zu sterben
Nicht um zu sterben ist das Debütalbum der österreichischen Dark-Metal-Band Dornenreich und wurde in nur vier Tagen im September 1997 aufgenommen. Im selben Jahr erschien es auf dem österreichischen Label CCP Records und wurde im Mai 2003 über das Label Prophecy Productions neu veröffentlicht.
Das Cover ist äußerst spärlich gehalten und zeigt nur einen angedeuteten Sonnenaufgang.

## Titelliste
1. Hasses Freigang – 5:50
2. In die Nacht – 6:47
3. Verlorenes Gefunden, Gefundenes empfunden – 3:33
4. Schlaflos träumend – 4:42
5. Im flatternden Schleier der Vergänglichkeiten – 4:52
6. Und wie ein Kind in Deiner… – 9:22
7. Durch die Schluchten der Kälte – 6.05
8. Hofesfest – 2:25

## Musikalische Aspekte und Inhalt
Das Album entspricht musikalisch betrachtet dem Stil des im selben Jahr schon veröffentlichten Demotapes Mein Flügelschlag. Es orientiert sich noch stark am Black Metal mit melodischen Einflüssen, so ist z. B. das allein von Eviga aufgenommene instrumentale Outro Hofesfest sehr melodisch und ohne Metal-Einflüsse gehalten. Die Texte werden zum Großteil von Eviga gekreischt, an ein paar Stellen findet sich klarer Gesang von Dunkelkind. Von der Demo wurde jedoch lediglich ein einziges Lied neuvertont, bei dem Rest handelt es sich um neues Material.
Entgegen der traditionellen Black-Metal-Szene behandeln die Texte keine satanischen oder sonstigen religiösen Aussagen, sondern drehen sich mehr um Gefühle wie Leidenschaft oder Verzweiflung. Die hohe Qualität der Texte, die rein deutschsprachig gehalten sind, wurde damals schon gelobt.